# سیارک ۹۹۸۹۱
سیارک ۹۹۸۹۱ (به انگلیسی: 99891 Donwells، نامگذاری:2002PG165) نود و نه هزار و هشتصد و نود و یکمین سیارک کشف شده‌است که در ۹ اوت ۲۰۰۲ کشف شد.